# Rosalba Gil
Rosalba Gil Pacheco (n. 18 de marzo de 1965) es una política venezolana y actual rectora del Consejo Nacional Electoral (CNE). El 10 de enero de 2025 fue sancionada por la Unión Europea por su implicación en las irregularidades registradas en las elecciones presidenciales de Venezuela de 2024 y por proclamar a Nicolás Maduro como ganador sin evidencia que respalde los resultados.

## Carrera
Gil Pacheco se desempeñó como secretaria del Cabildo Metropolitano de Caracas. El 24 de enero de 2007, el contralor general Clodosbaldo Russián dictó una inhabilitación en su contra debido a presuntas irregularidades administrativas durante su gestión. Pacheco también se desempeñó como directora de protocolo en la Asamblea Nacional.
También fue cónsul general de Venezuela en Boston, Estados Unidos, y el 6 de noviembre de 2015 fue nombrada como responsable de la Unidad Administradora.
Pacheco fue designada como secretaria de la V Legislatura de la Asamblea Nacional oficialista, electa en diciembre de 2020, ha presidido la Comisión de Registro Civil y Electoral e integrado la Comisión de Participación Política y Financiamiento. El 24 de agosto de 2023 fue designada por la Asamblea como rectora principal del Consejo Nacional Electoral (CNE).

## Sanciones
El 10 de enero de 2025 fue sancionada por la Unión Europea por su implicación en las irregularidades registradas en las elecciones presidenciales de Venezuela de 2024 y por proclamar a Nicolás Maduro como ganador sin evidencia que respalde los resultados.

## Vida personal
Fue esposa de Darío Vivas, quien se desempeñó como jefe de gobierno del Distrito Capital hasta su fallecimiento el 13 de agosto de 2020.